# الإسلام في ليختنشتاين
يبلغ عدد المسلمين في إمارة ليختنشتاين وفقًا لتقديرات مركز بيو الأمريكي للدراسات عام 2009 ما يقارب الألفي مسلم، يمثلون حوالي 4.8% من إجمالي سكان تلك الإمارة الأوروبية.
في سنة 2004 أسست حكومة ليختنشتاين مجموعة عمل هدفت إلى إدماج المسلمين في مجتمع الإمارة بشكل أفضل، وقد تعاونت مجموعة العمل مع المكتبة الوطنية لتيسير وصول الجمهور إلى كتب باللغة التركية وكتب عن الدين الإسلامي.